# Marcos Prado
Marcos Prado est un réalisateur brésilien né en 1961 à Rio de Janeiro.

## Biographie
Marcos Prado s'est fait connaître au niveau international, en tant que réalisateur (et producteur), avec son documentaire Estamira récompensé en 2005 par le Grand prix de la compétition internationale au Festival international de cinéma de Marseille et, la même année, par le prix FIPRESCI à la Viennale.
Son premier long métrage de fiction, Les Paradis artificiels (Paraísos Artificiais), est sorti en 2012.

## Filmographie
- 2004 : Estamira[4]
- 2012 : Les Paradis artificiels (Paraísos Artificiais)
- 2016 : Curumim
- 2019 : Macabro